# Halle (Westfalen)
Halle is een stad en gemeente in de Duitse deelstaat Noordrijn-Westfalen, gelegen in de Kreis Gütersloh. De stad telt 21.448 inwoners (31 december 2020) op een oppervlakte van 69,32 km². De stad wordt in officiële ambtelijke documenten aangeduid als Halle (Westf.).

## Indeling van de gemeente; bevolkingscijfers
| Ortsteil                                                                | Oppervlakte (km²) per 31-12-1972 | Bevolking per 01-01-2022 |
| ----------------------------------------------------------------------- | -------------------------------- | ------------------------ |
| Bokel                                                                   | 8,50                             | 789                      |
| Halle waarvan: Halle (stad) incl. Oldendorf Ascheloh Eggeberg Gartnisch | 18,42 8,73 4,13 2,97 2,59        | 13.922 inbegr.           |
| Hesseln                                                                 | 5,37                             | 1.312                    |
| Hörste, incl. Stockkämpen                                               | 15,24                            | 1.638                    |
| Kölkebeck                                                               | 9,06                             | 546                      |
| Künsebeck                                                               | 8,56                             | 3.470                    |
| Totaal:                                                                 | 65,15                            | 21.677                   |

Van de bevolking was begin 2022 circa 44% evangelisch-luthers, 14% rooms-katholiek en 42% aanhanger van een andere geloofsgemeenschap of atheïst.

Stadsdelen van Halle
Overzichtskaart gemeente Halle; de dikke gele streep is de oude B68 Dissen am Teutoburger Wald - Bielefeld-Brackwede.

## Ligging, infrastructuur
De gemeente ligt in en aan de zuidflank van het Teutoburger Woud. Halle-stad ligt ongeveer 70 à 100 meter boven zeeniveau.
Naburige steden zijn onder andere Borgholzhausen, Gütersloh en Harsewinkel. Grotere naburige steden zijn Bielefeld en Osnabrück.
De gemeente ligt aan een in 2019 opengesteld gedeelte van de autobahn A33 (afrit 16 Halle, afrit 17 Künsebeck). Daarnaast wordt ze doorsneden door de oude bundesstraße 68. Deze loopt direct langs de voet van het Teutoburger Woud.  De A 33 loopt ongeveer 2 tot 3 km van de spoorlijn en  3 tot 4 km van de oude B 68, parallel daaraan, van west-noordwest naar oost-zuidoost richting Bielefeld. Dit betekent, dat de gemeente door deze wegen als het ware in stroken is opgedeeld,
Aan de spoorlijn Brackwede - Osnabrück, bijgenaamd Haller Willem (zie hierna: Trivia), liggen in de gemeente vijf stations of haltes, en wel, van zuidoost naar noordwest:
- halte Künsebeck, 2½ km voor het station Halle (Westf.), voor reizigersverkeer
- station Halle (Westf.), voor reizigersverkeer
- halte Halle G.-W. Stadion, voor reizigersverkeer
- halte Storck, voor de snoepfabriek (alleen voor goederentreinen)
- halte Hesseln, 4 km voorbij het station Halle (Westf.), voor reizigersverkeer.

Halle is door lijnbusdiensten verbonden met o.a. Bielefeld via Steinhagen en Brackwede. Halle is met Versmold verbonden via Hörste en Hesselteich. Van en naar o.a. Borgholzhausen rijden schoolbussen.

## Economie
Halle bezit naar verhouding tamelijk veel grote, industriële bedrijven.
De belangrijkste in Halle gevestigde onderneming is August Storck, fabrikant van internationaal bekend snoepgoed, zoals Toffifee, zoetwarenmerken van de Aldi en vooral Werther's Original. Het hoofdkantoor staat te Berlijn, maar de grootste productie- en verkooplocatie ten westen van het centrum van Halle.
Het industrieterrein Ravenna-Industriepark is  80 hectare groot en vooral gericht op midden- en kleinbedrijf, doe-het-zelf- en meubelzaken, garage- en transportbedrijven, enz. Het ligt nabij de A33 in het grensgebied van de gemeentes Werther (Westf.), Gütersloh en Halle (Westf.). Aanzienlijk groter is het industrieterrein, dat de stad Halle scheidt van het ten oosten daarvan gelegen Künsebeck. Daar heeft het Amerikaanse concern Baxter International een kleine fabriek, waar medicijnen tegen o.a. borstkanker worden geproduceerd. Verder is er een Japanse fabriek van naaldlagers gevestigd.
Een bedrijf met een rijke geschiedenis is de ambachtelijke, sinds 1732 bestaande, brandewijnstokerij van de firma Kisker.
Eveneens van historisch belang voor de economie van Halle is het damesmodeconcern Gerry Weber AG, dat er zijn hoofdkantoor heeft, alsmede tot en met 2020 een logistiek centrum heeft. De (in Duitsland beursgenoteerde) onderneming is in 2020, mede als gevolg van de covid-19-pandemie, failliet gegaan, maar heeft aan het eind van dat jaar een doorstart gemaakt. Daarbij hebben de crediteuren 35% van hun vorderingen laten vallen. Van de damesmodewinkels van het concern werden er in 2020 en 2021 1.200 gesloten. Het bedrijf is meer online gaan verkopen en is in 2022 weer winstgevend geworden. Gerry Weber AG was naamgeefster van het tennis- en handbalstadion en sponsor van het ATP-tennistoernooi te Halle.
Ten noordoosten van Kinsebeck is in het Teutoburger Woud een grote, door een smalle strook bos omgeven, kalksteengroeve in bedrijf. Een buiten gebruik gesteld gedeelte hiervan is als vuilstortplaats in gebruik.
Vanwege het stedenschoon en de ligging bij het Teutoburger Woud is in Halle ook het toerisme niet onbelangrijk. 
Binnen de dienstensector zijn vermeldenswaardig:
- een afvalwaterzuiveringsinstallatie en een grote vuilstortplaats
- een klein ziekenhuis met 163 bedden
- een Amtsgericht.

## Geschiedenis

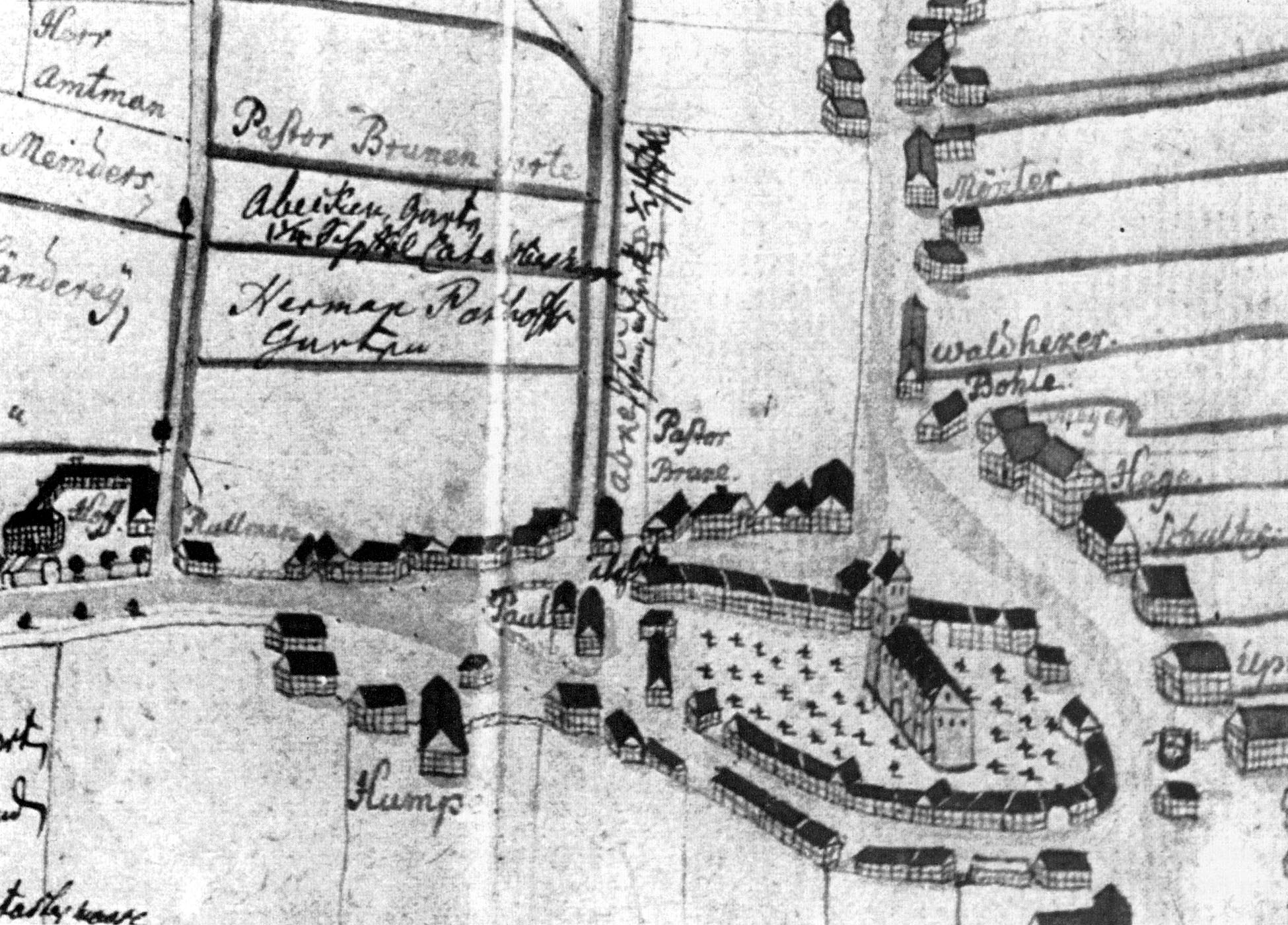
Stadskaart van Halle uit 1784

In de middeleeuwen behoorde Halle tot het Graafschap Ravensberg, dat in 1614 in Brandenburg-Pruisen en daarna het Koninkrijk Pruisen opging. Het Graafschap Ravensberg was in de godsdiensttwisten van de 16e en 17e eeuw protestants gezind, wat verklaart, dat de meeste christenen in de gemeente tot op de huidige dag evangelisch-luthers zijn.  De drie rode kepers uit het grafelijk wapen van Ravensberg  zijn nog terug te vinden in het gemeentewapen van Halle.
Van 1505 tot 1883 werden in de gemeente Halle, vooral op de grens met het huidige Werther, steenkool en ijzererts gedolven.
Koning Frederik Willem I van Pruisen verleende aan Halle, evenals enige naburige plaatsen, stadsrecht in 1719.
In de 19e eeuw leefde men in Halle vooral nog van de landbouw en enige huisnijverheid (reeds vanaf voor het jaar 1600 was er een niet onbelangrijke productie van linnen, die in het midden van de 19e eeuw door concurrentie van elders te gronde ging). Nadat in 1844 een goede straatweg naar Bielefeld-Brackwede was aangelegd en in 1886 de stad een spoorwegaansluiting had verkregen, begon enige industrialisering.
Een filiaal van de naaimachinefabriek Dürkopp uit Bielefeld had zich te Hagen gevestigd, en legde zich vanaf 1933, het jaar waarin Adolf Hitler het Derde Rijk stichtte, toe op de productie van naaldlagers en vooral rollende lagers voor in tanks van de Wehrmacht. In de Tweede Wereldoorlog werden hier en ook in andere fabrieken te Hagen meer dan duizend krijgsgevangenen uit o.a. Polen als dwangarbeiders te werk gesteld. De stad doorstond de oorlog zonder noemenswaardige materiële schade.
In 1945 waren in de gemeente talrijke Heimatvertriebene en andere vluchtelingen gehuisvest, wat het bevolkingscijfer tijdelijk sterk deed stijgen. 
In 1973 werden in het kader van een gemeentelijke herindeling de omliggende dorpjes, voordien zelfstandige gemeentes, bij de stad gevoegd.
Te Halle staat sedert kort na de Tweede Wereldoorlog de fabriek waar het snoepje wordt geproduceerd, dat in het naburige Werther (Westfalen) in 1909 is uitgevonden, Werther's Original.

## Bezienswaardigheden, toerisme
- Het natuurschoon van het Teutoburger Woud: door de gemeente lopen enige langeafstands-wandel- en -fietsroutes, waaronder de Hermannsweg. De ruim 310 meter hoge heuvels Eggeberg en Hengeberg liggen op het grondgebied van de gemeente. Direct ten noorden van het stadje ligt het Stadtwald, dat reeds op de hellingen van deze bergrug ligt. Men kan het in 1797 gebouwde monument[5], dat vanwege zijn uiterlijk de bijnaam Kaffeemühle (koffiemolen) heeft gekregen, beklimmen om van het uitzicht te genieten.
- Ook het  vlakkere, zuidwestelijke deel van de gemeente heeft stukken fraai natuurschoon: bossen en weilanden, waar talrijke beekjes (o.a. de Hessel en de Laibach) doorheen stromen. Sommige oever- en beekdalgebieden zijn, vanwege de aanwezigheid van zeldzame vogels, planten en insecten, van grote ecologische waarde. Zo komt in het natuurreservaat Tatenhausener Wald, blijkens daar verrichte waarnemingen, de zeer zeldzame kever heldenbok voor. De gemeente heeft enige wandelroutes in deze gebieden uitgezet. Helaas zijn enige van deze gebieden door de aanleg van de A33 versnipperd geraakt.
- Kasteel Tatenhausen, gelegen bij Bokel, enkele kilometers ten zuidwesten van het stadje Halle, is een fraai Münsterlands Wasserschloß (omgracht kasteel). Incidenteel kan men de kapel van het (door een adellijke familie bewoonde) kasteel en het omliggende park in het kader van een rondleiding bezichtigen. Ook kan men in de slotkapel in het huwelijk treden. Het huidige kasteel, gebouwd in de Wezerrenaissancestijl, dateert gedeeltelijk van 1540, en werd in de periode tot 1741 drastisch uitgebreid. Bijzonder is, dat de kasteelheren rooms-katholiek zijn gebleven, en ervoor zorgden, dat in het nabije gehucht Stockkämpen een rooms-katholieke kerkgemeenschap in stand bleef.
- De evangelisch-lutherse Johanneskerk (gewijd aan Johannes de Doper) dateert van de 13e eeuw en werd in 1450, 1886 en 1992 ingrijpend gerenoveerd. Het interieur, met onder andere een kansel uit de 18e eeuw, is bezienswaardig.
- Rondom deze kerk ligt een plein (Kirchring of Haller Herz), waarlangs talrijke schilderachtige vakwerkhuizen staan. Ook de straat hiervandaan naar het station is rijk aan zulke fraaie, oude huizen.
- In een van deze vakwerkhuizen is een bijzonder museum gevestigd met de namen Museum Halle Westfalen of Museum für Kindheits- und Jugendwerke bedeutender Künstler. Het toont jeugdwerken en zelfs kindertekeningen van de hand van later beroemd geworden kunstenaars, onder wie Pablo Picasso en Otto Dix.
- Daarnaast heeft de stad twee bescheiden kunstgaleries in het gemeentelijk activiteitencentrum in gebouw Remise (een voormalig fabriekspand van Brouwerij Kisker), en in een voormalige lederfabriek. Het dorp Hörste beschikt over een bescheiden Heimatmuseum.
- Het historische museum van de stad (HallerZeitRäume, Virtuelles Museum der Stadt Halle Westfalen) bestaat uitsluitend uit een website (zie hierna); dit concept wordt door de gemeente Halle als uniek voor Duitsland omschreven.
- Halle heeft in het Sigmund Strecker Museum, in het huis waar deze schilder van 1957-1969 woonde, een klein filiaal van het gelijknamige, in Neuenkirchen, ten zuiden van Melle gelegen kunstmuseum, dat aan het oeuvre van Sigmund Strecker is gewijd.
- Het oude kerkhof van de stad is tot een beeldentuin met opvallende, moderne sculpturen omgevormd.
- Bijzonder schilderachtig is de omgeving van het kerkje te Stockkämpen. Dit rooms-katholieke godshuis is gewijd aan St. Johannes de Evangelist.

## Sport
In het ruim 11.000 zitplaatsen tellende stadion OWL Arena vindt jaarlijks een belangrijk internationaal tennistoernooi plaats, het ATP-toernooi van Halle. Het stadion wordt ook gebruikt voor handbalwedstrijden. Tot 2019 kwam het wel voor, dat handbalwedstrijden in dit stadion 11.000 toeschouwers trokken. In 2007 vond o.a. hier het WK handbal voor mannenteams plaats.
Relatief veel inwoners van Halle bedrijven de handbalsport, echter niet op topniveau.
Halle heeft een grote golfbaan met liefst 31 holes.

## Belangrijke personen in relatie tot de gemeente
- Graaf Friedrich Leopold zu Stolberg-Stolberg (Bramstedt, in het in die tijd Deense Holstein, 7 november 1750 - landgoed Sondermühlen, Osnabrück, 5 december 1819), Duits dichter, woonde van 1810-1813 op kasteel Tatenhausen
- Georg Cantor (Sint-Petersburg, Rusland, 3 maart 1845 - Halle, Westfalen, 6 januari 1918), Wiskundige, belangrijke bijdragen in de verzamelingenleer.
- Hermann Julius Kolbe (Halle, Westfalen, 2 juni 1855 - Berlijn, 26 november 1939), entomoloog, gespecialiseerd in de bestudering van kevers
- Johann Caspar Heinrich Strakerjahn (* 29 november 1856 in Oldendorf, gem. Halle in Westfalen; † 10 juni 1943 ibidem), Duits pedagoog, pionier op het gebied van speciaal onderwijs voor gehandicapten
- Paul Kirchhoff (Hörste, gemeente Halle (Westf.), 17 augustus 1900 – Mexico-Stad, 1972), antropoloog. Hij was vooral bekend als onderzoeker naar de culturen van Meso-Amerika.
- Sigmund Strecker  (* 6 augustus 1914 in Bodenfelde an der Weser; † 1969 in Halle, Westfalen) , kunstschilder, woonde van 1957 tot aan zijn dood te Halle
- Peter Calmeyer (* 5 september 1930 in Halle; † 22 november 1995 in Berlijn) , zoon van Hans Calmeyer, Duits archeoloog met Iran als vakgebied
- Sarah Wiener (* 27 augustus 1962 in Halle, Westfalen, maar opgegroeid te Wenen), Oostenrijks tv-kokkin, schrijfster, en politica voor de Europese Groenen, lid van het Europees Parlement; bekend als voorvechtster voor dierenwelzijn, o.a. in de pluimveehouderij.
- Monica Theodorescu (Halle, 2 maart 1963), voormalige amazone, die gespecialiseerd was in dressuur.
- Jörg Ludewig (Halle (Westfalen), 9 september 1975),voormalig  profwielrenner

## Partnergemeentes
- Ronchin, Frankrijk, sedert 1984
- Valmiera, Letland, sedert 2011

## Trivia
Op het Ronchinplein (de Ronchin-Platz) te Halle staat het monument Haller Willem. Het herinnert aan Wilhelm Stukemeyer, de laatste koetsier, die tussen Halle en Bielefeld met zijn door paarden getrokken wagen passagiers en goederen vervoerde, totdat in 1886 de spoorlijn werd geopend. Ter ere van deze Stukemeyer heeft de spoorlijn de "officiële bijnaam"  Haller Willem gekregen.

## Afbeeldingen

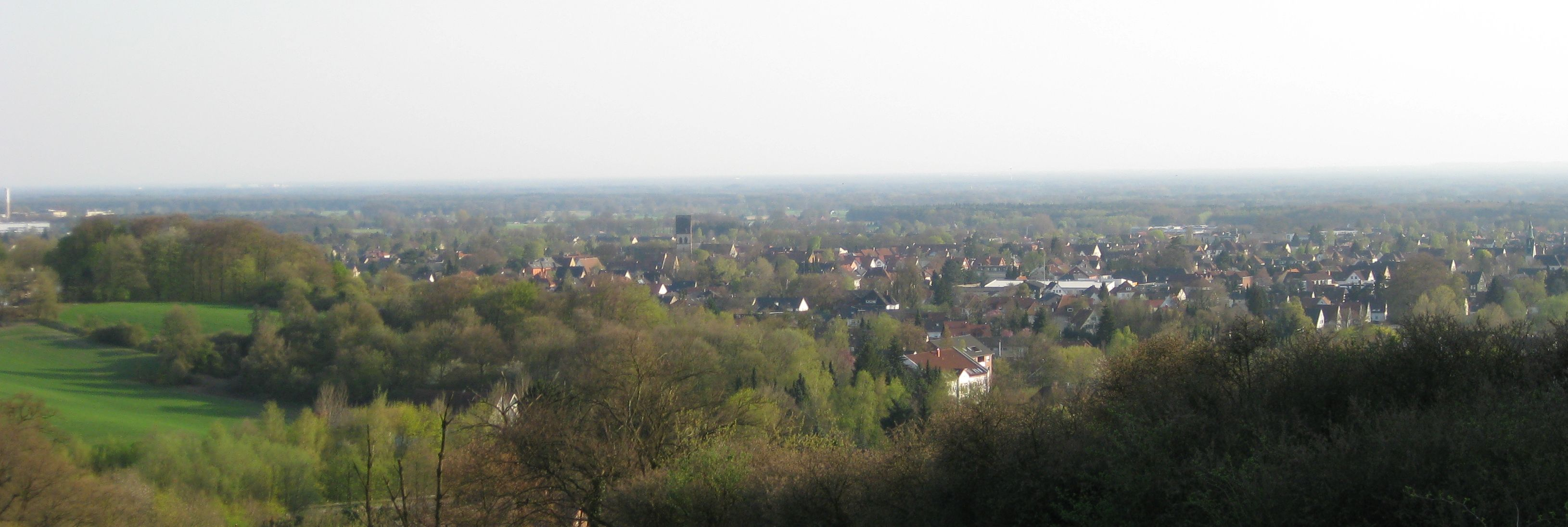
Gezicht op Halle
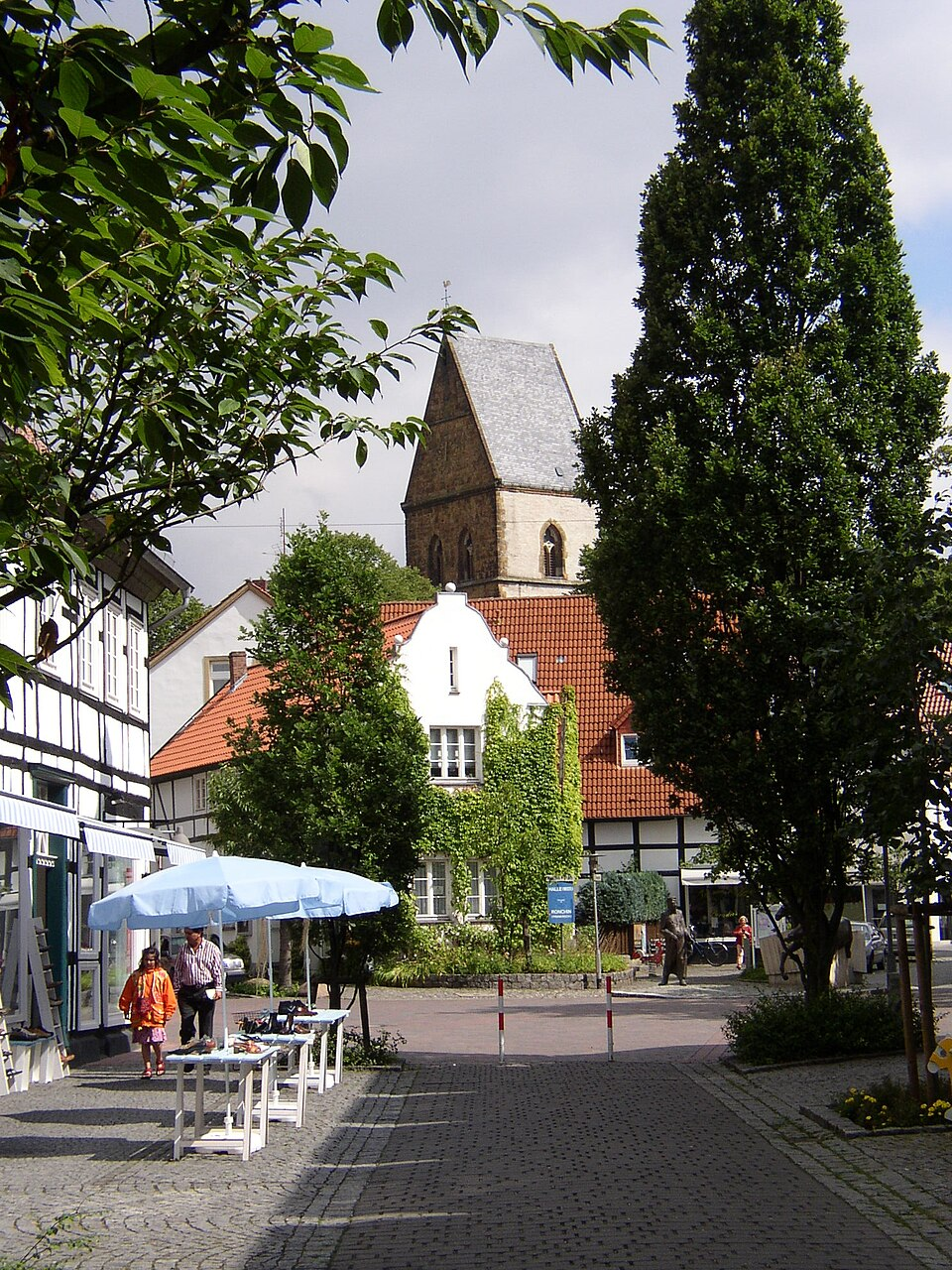
Centrum, toren Johanneskerk vanuit het zuiden
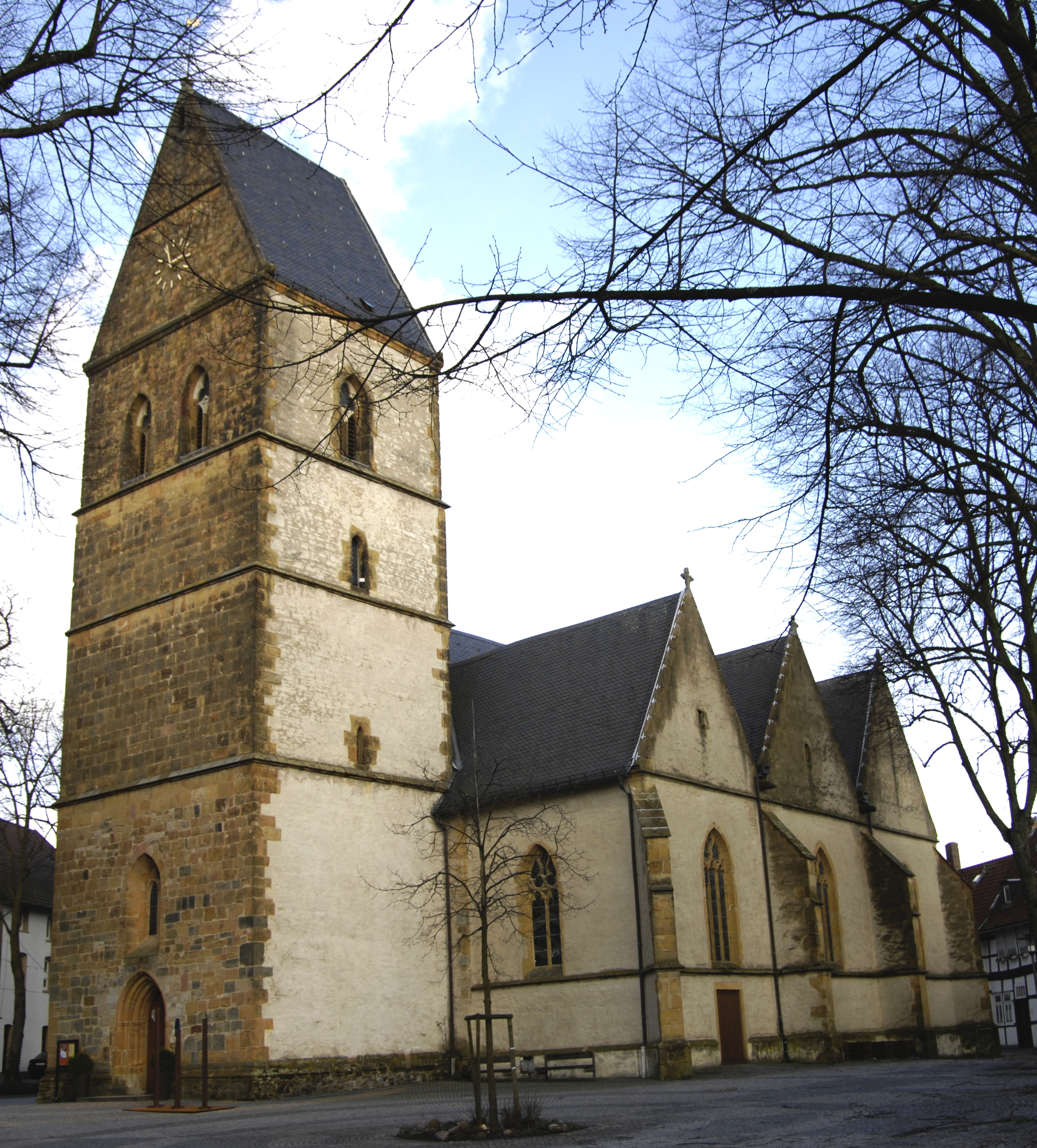
Halle, Johanneskerk
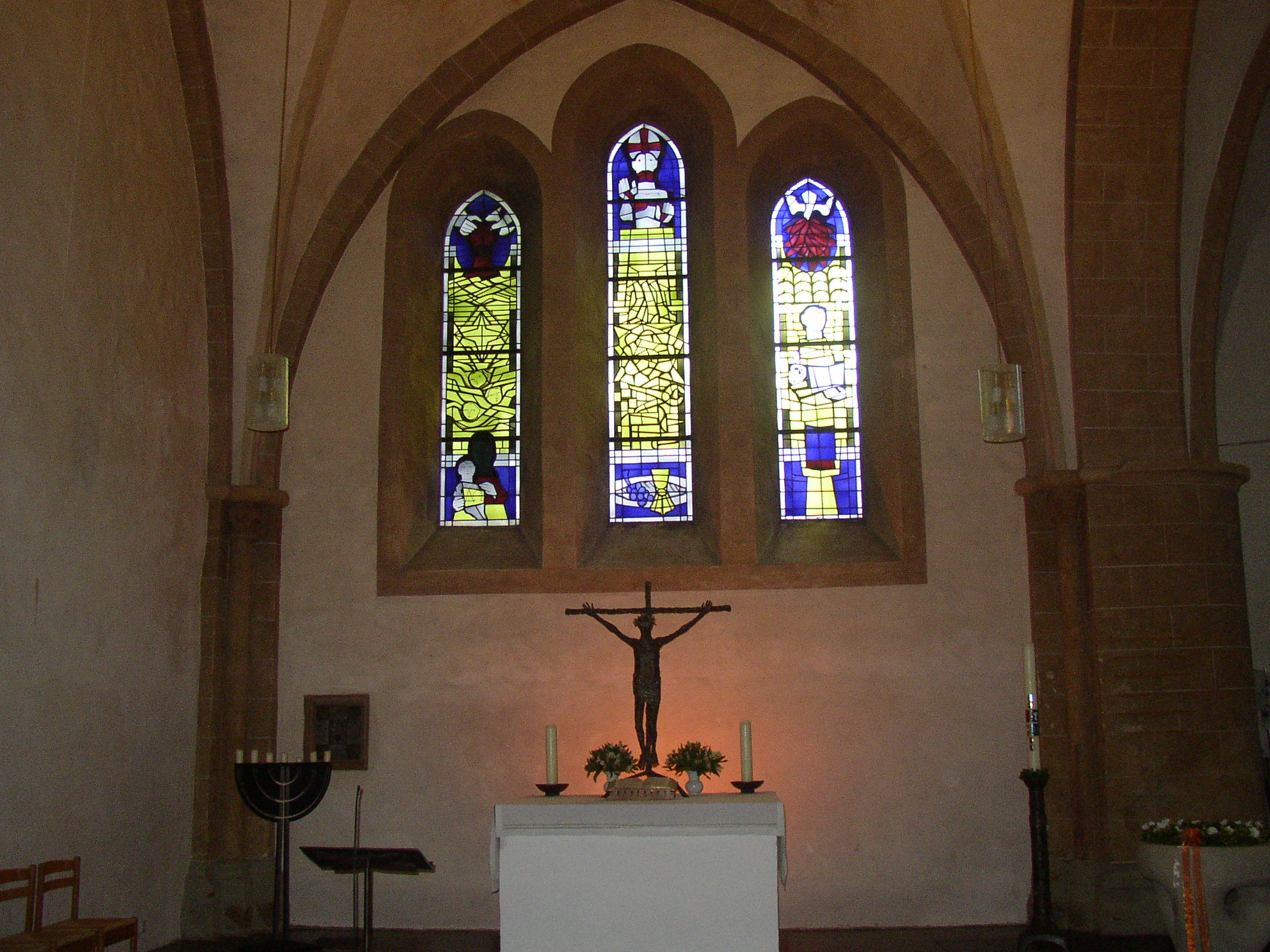
Altaar in deze kerk
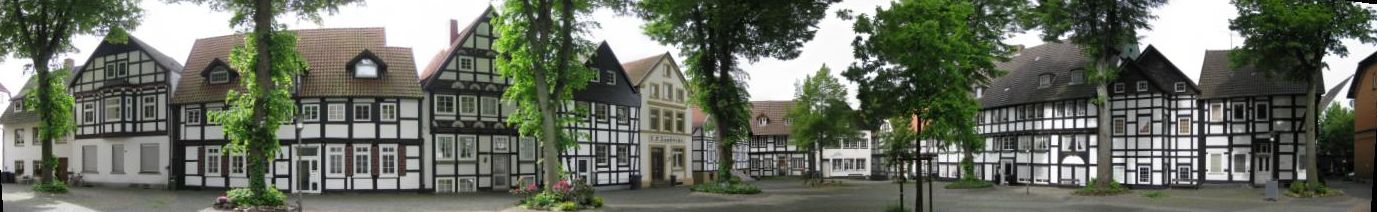
Kirchring
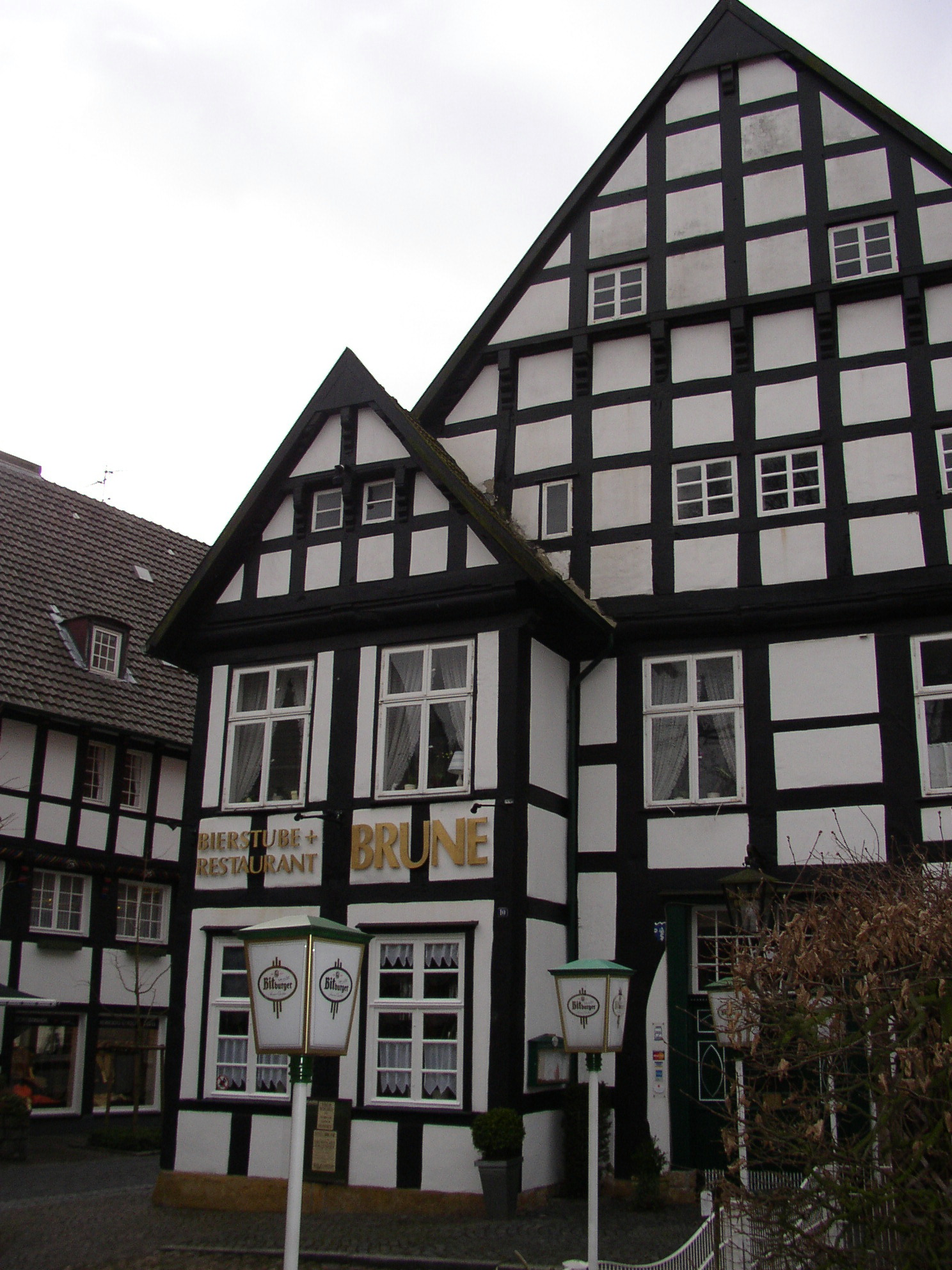
Monumentaal vakwerkhuis Bahnhofstraße 10, Halle
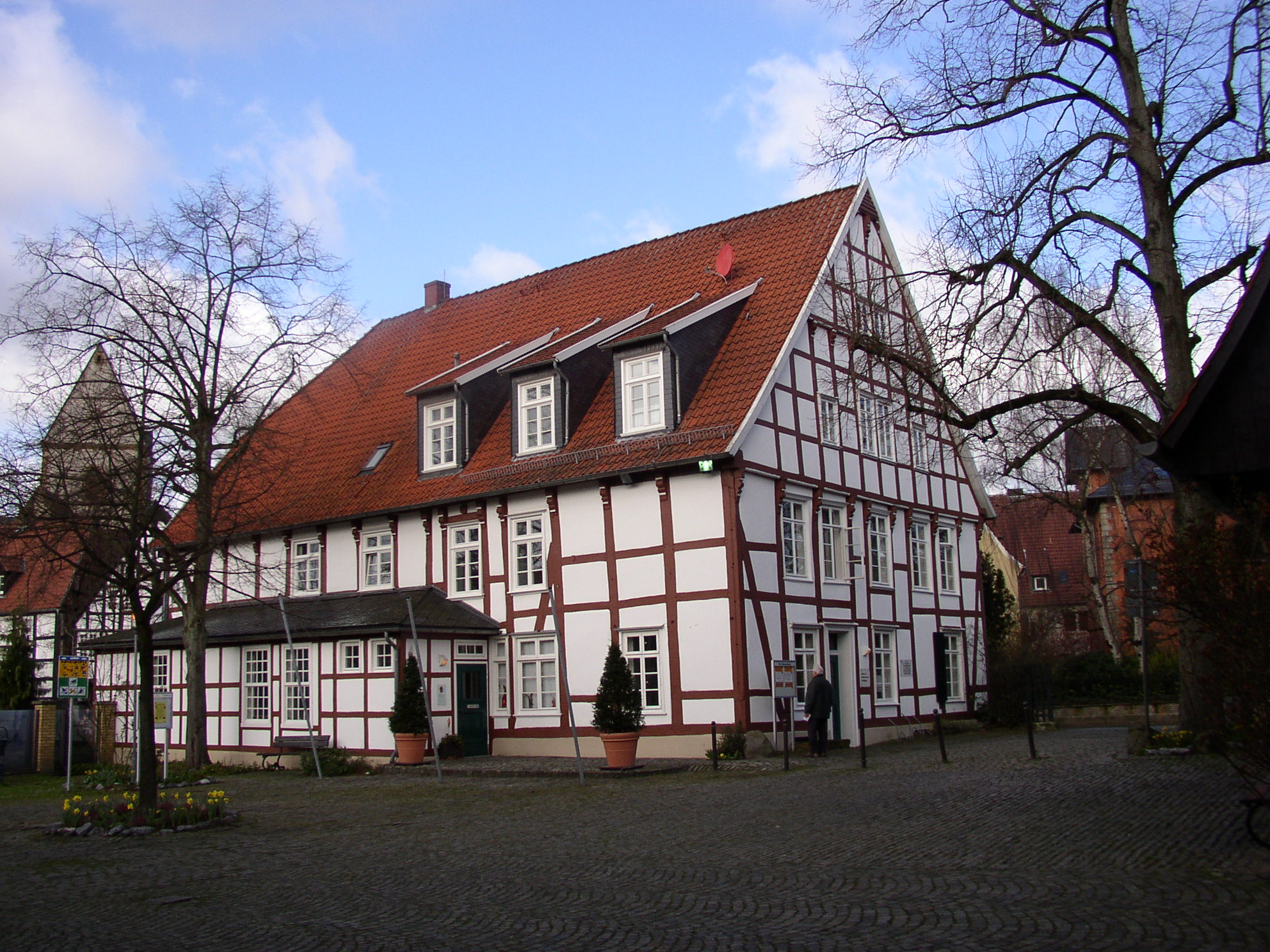
Het Kiskerhaus te Halle (1692-1712, als volkshogeschool in gebruik)
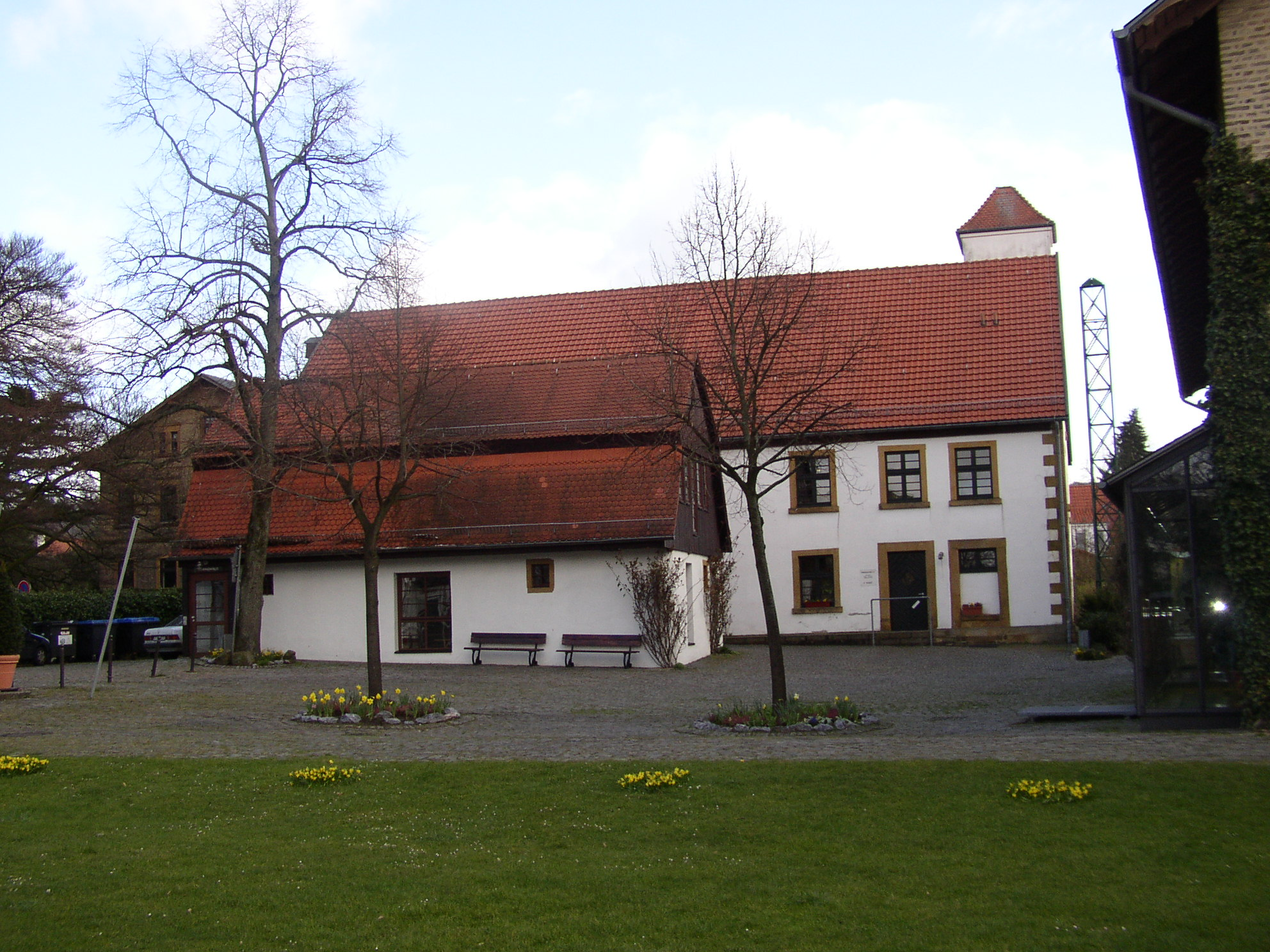
Hamhuis (Schinkenhaus) met Destille te Halle
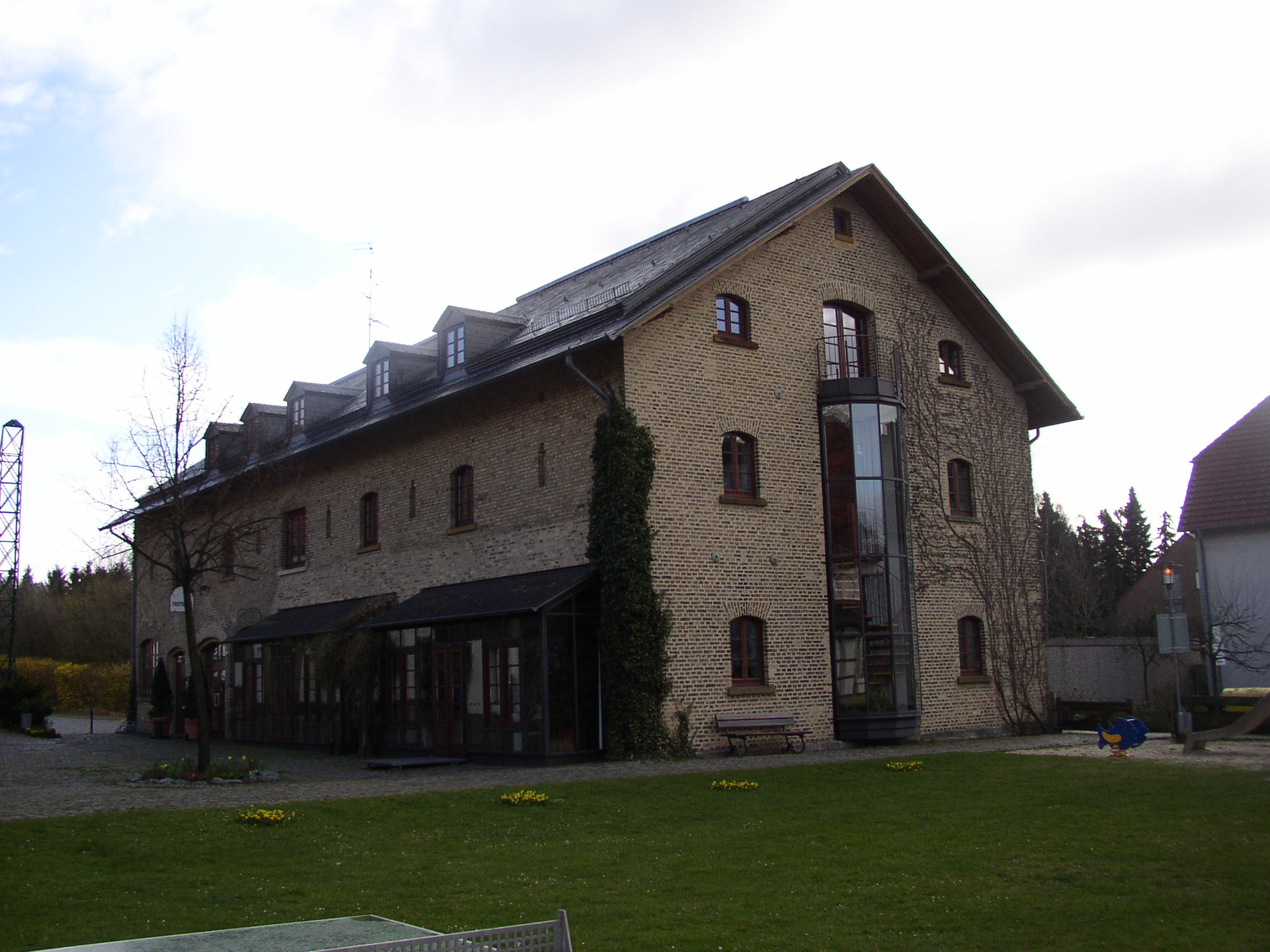
Gebouw Remise (activiteiten- en cultuurcentrum)
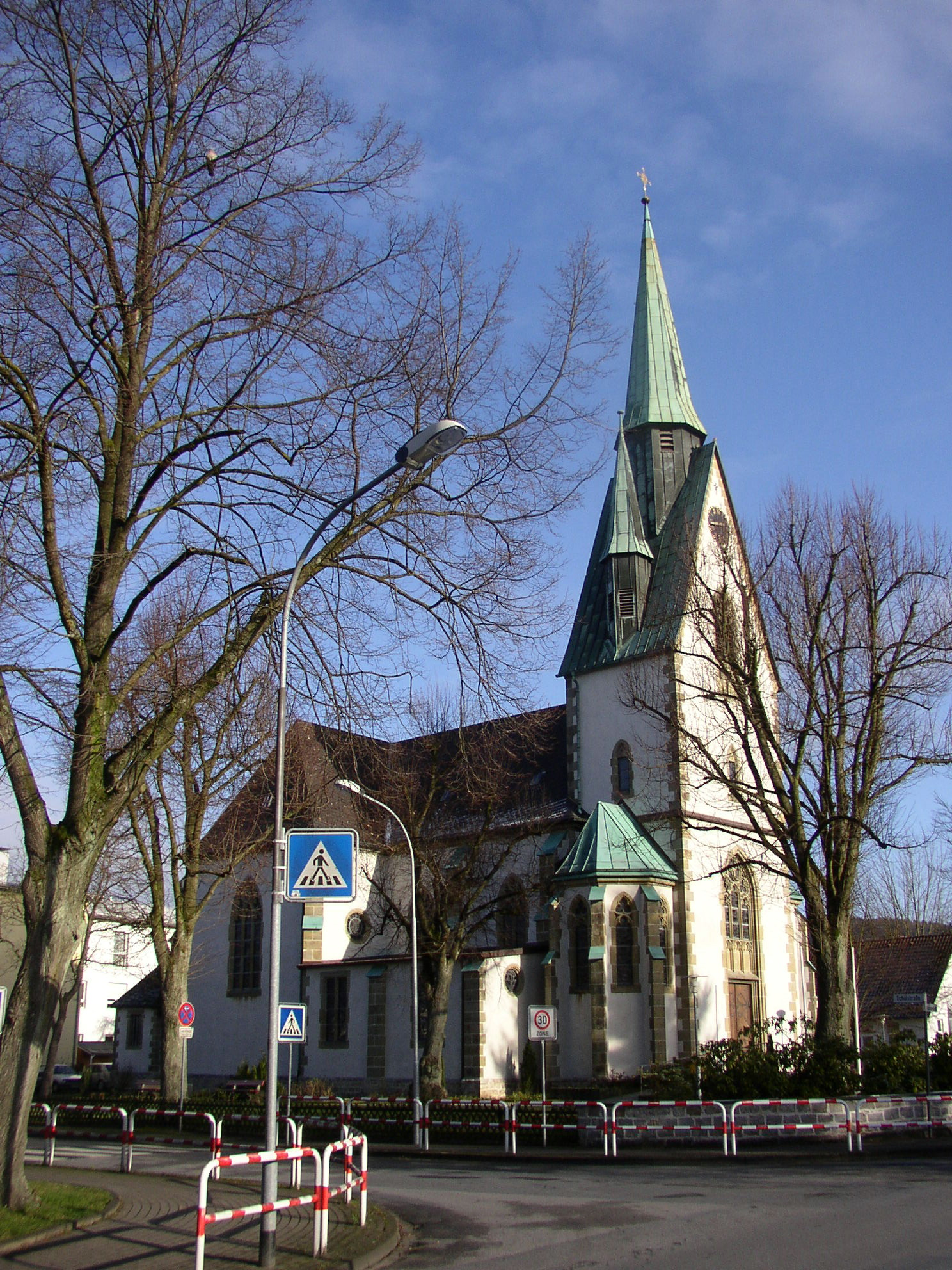
De R.K. Herz-Jesu-Kirche (Heilig-Hartkerk, bouwjaar 1909) te Halle
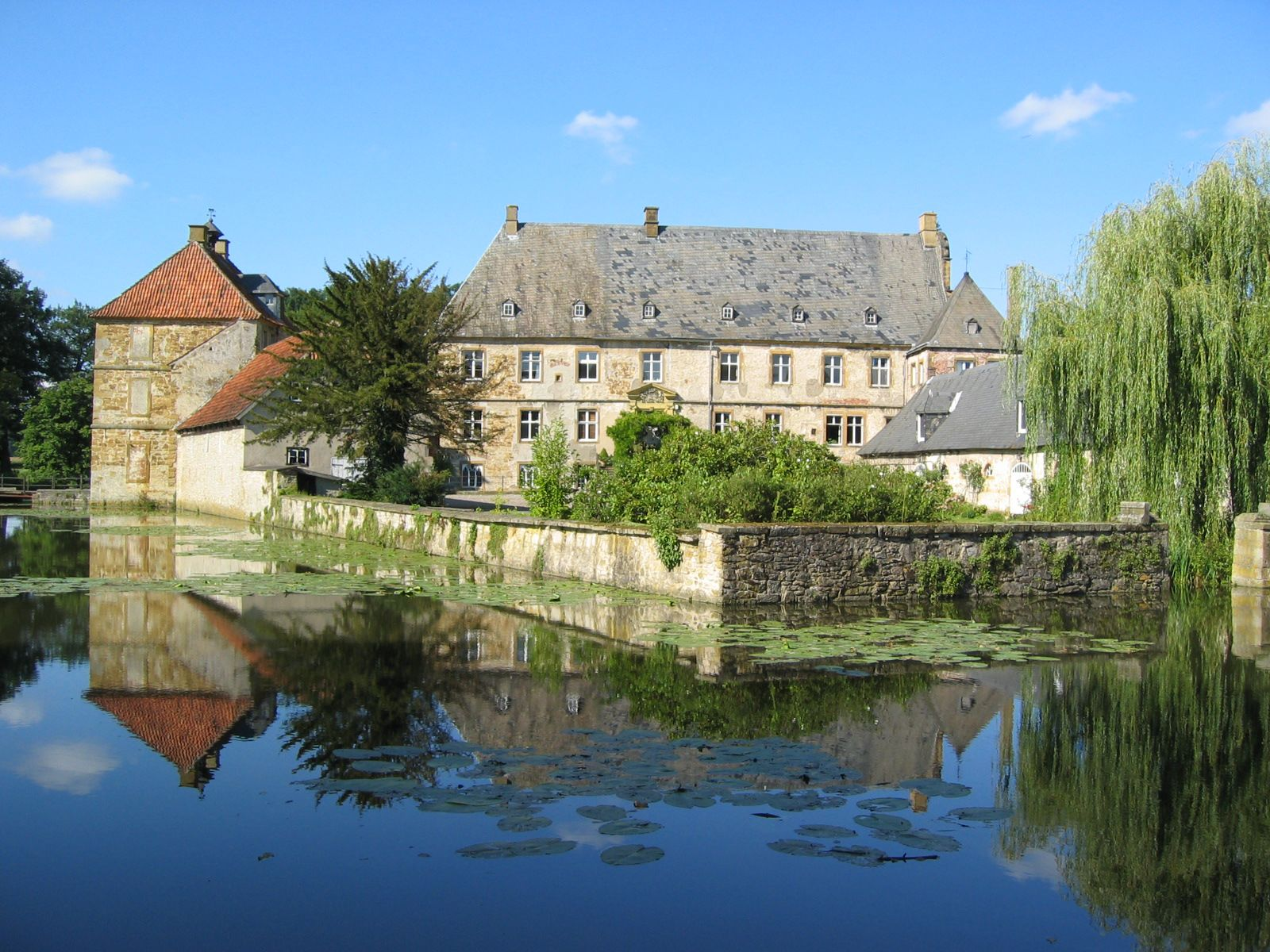
Kasteel Tatenhausen
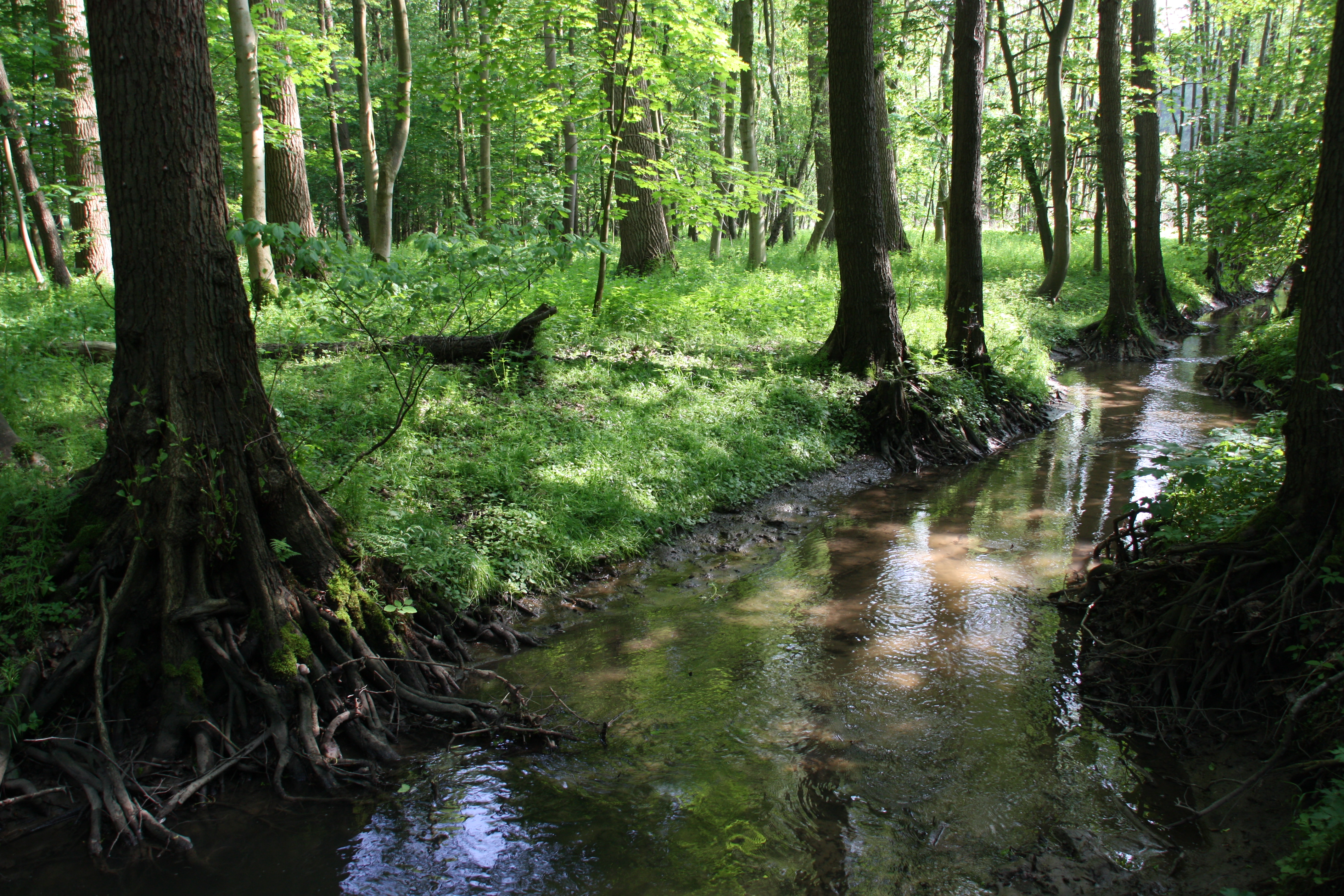
De Laibach in het natuurreservaat Tatenhausener Wald
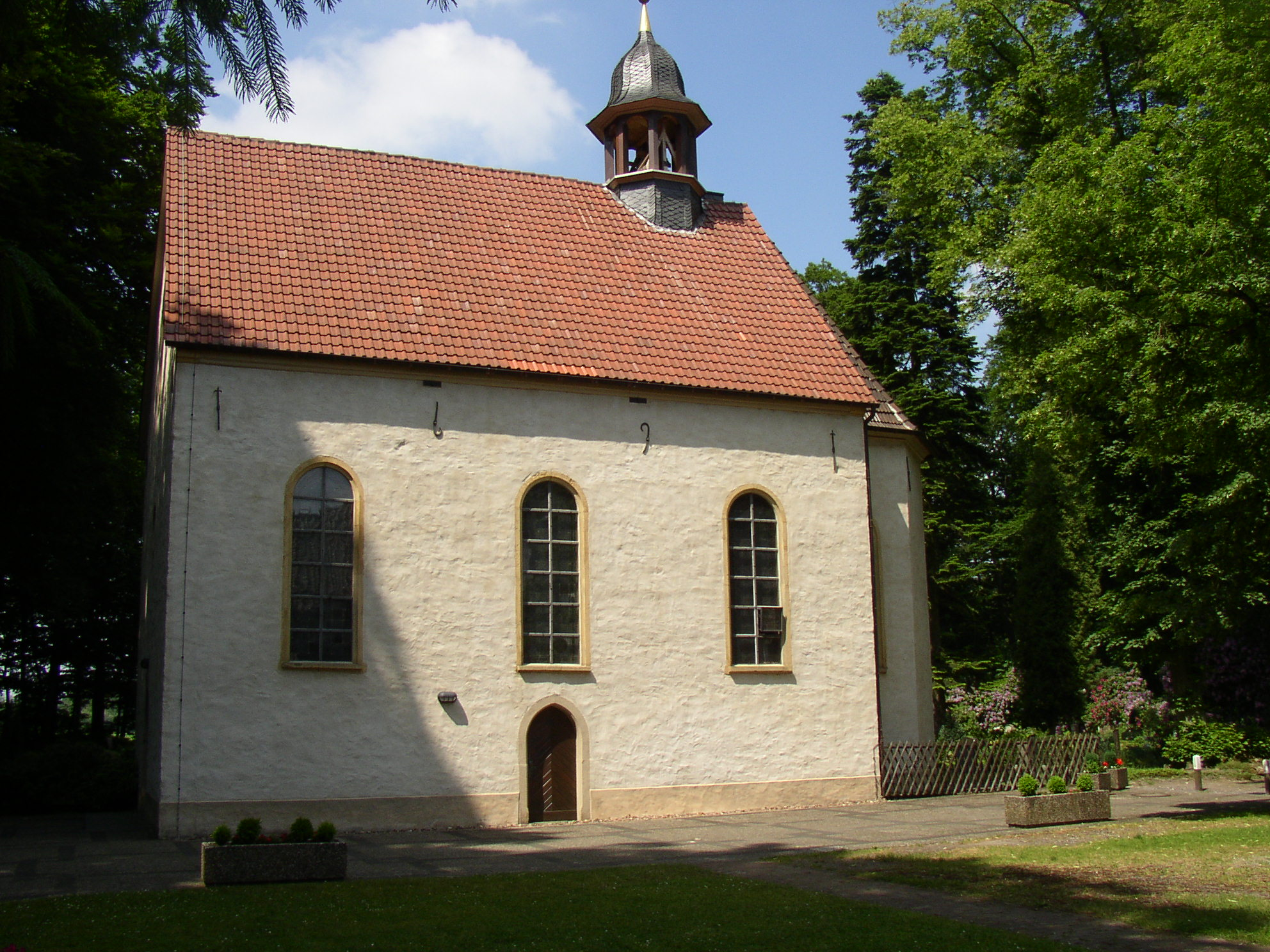
Kerkje Stockkämpen
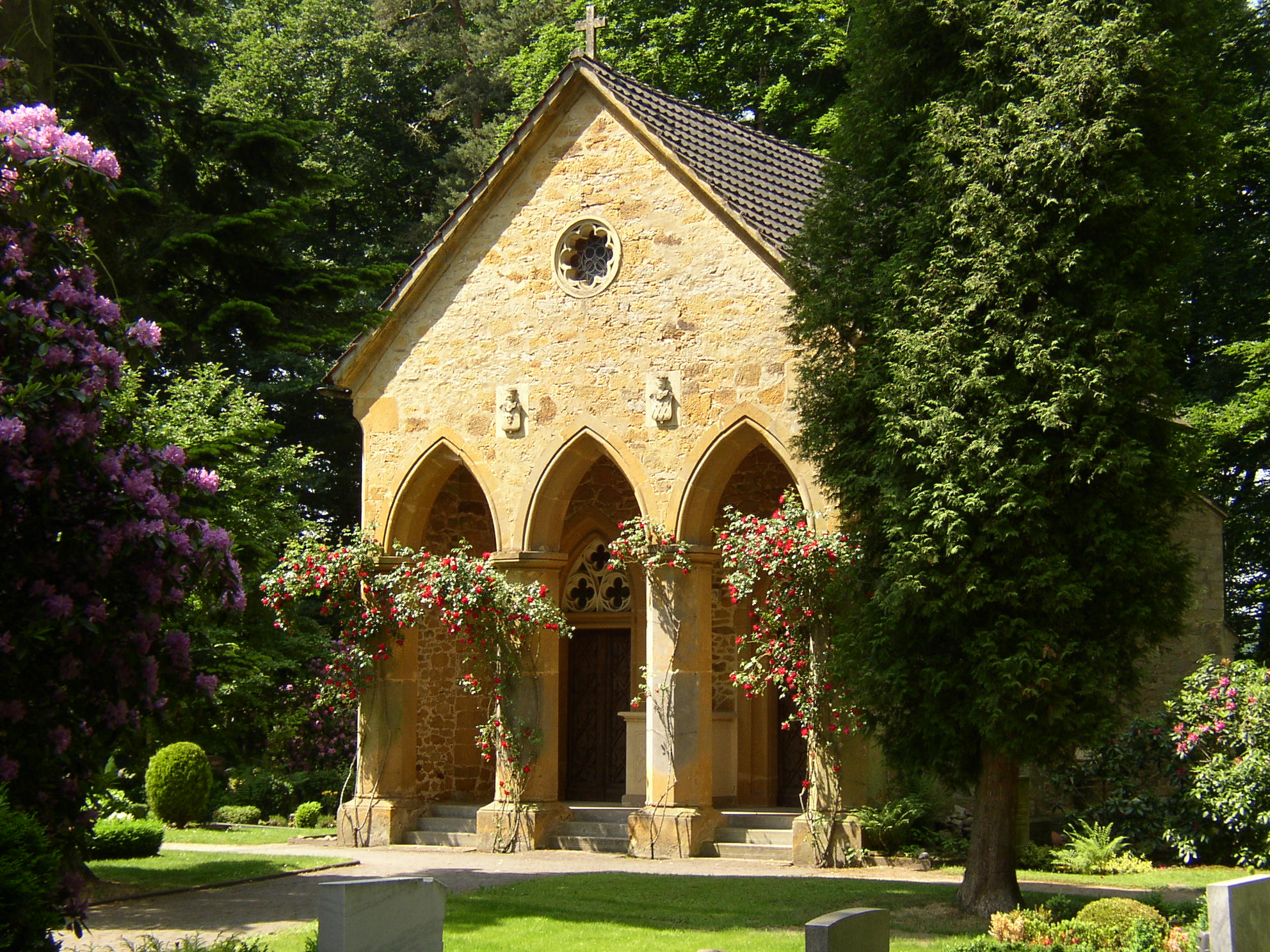
Mausoleum bij dit kerkje
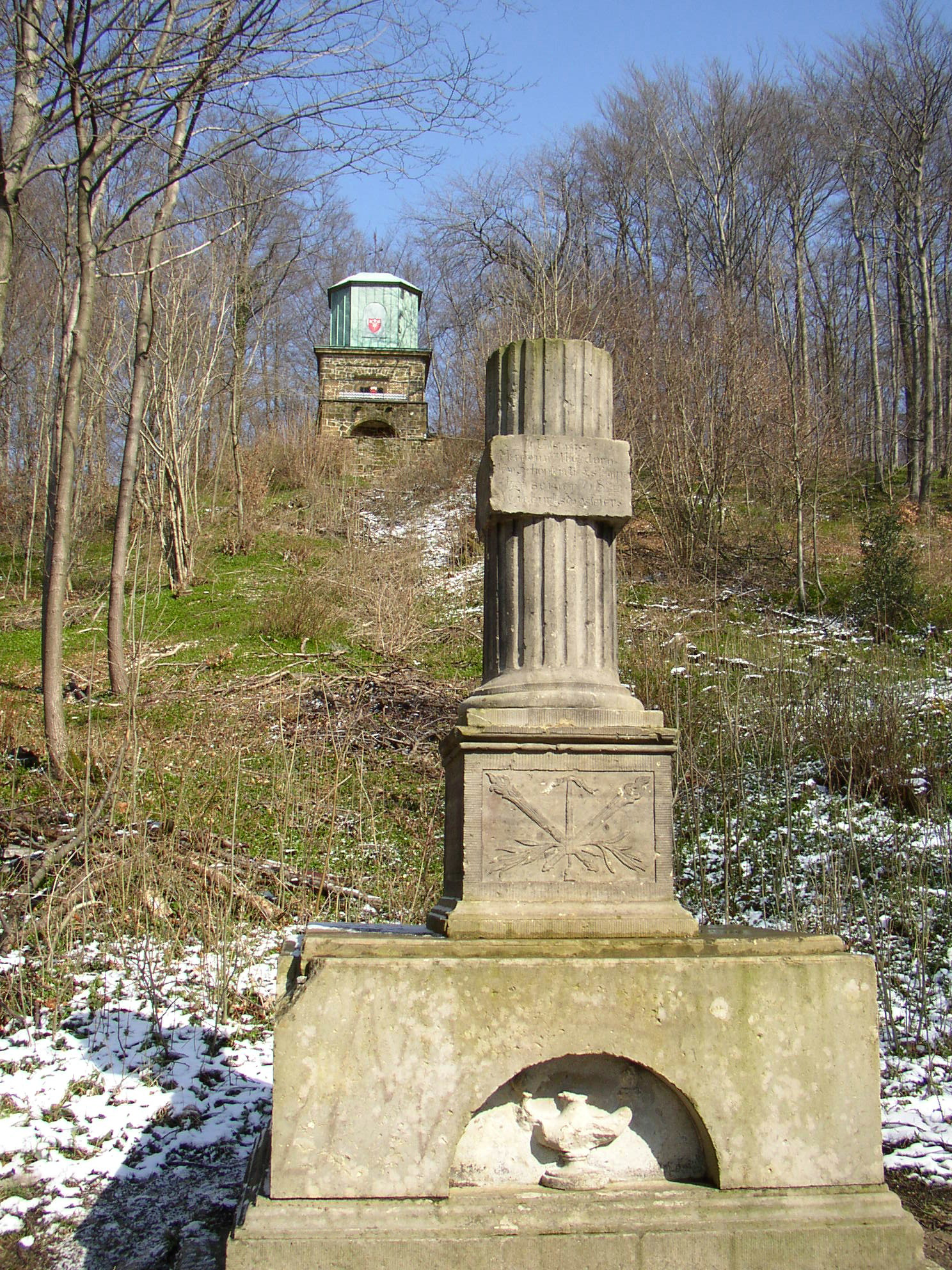
Monumenten Hagedorn-Denkmal en Kaffeemühle (1797)
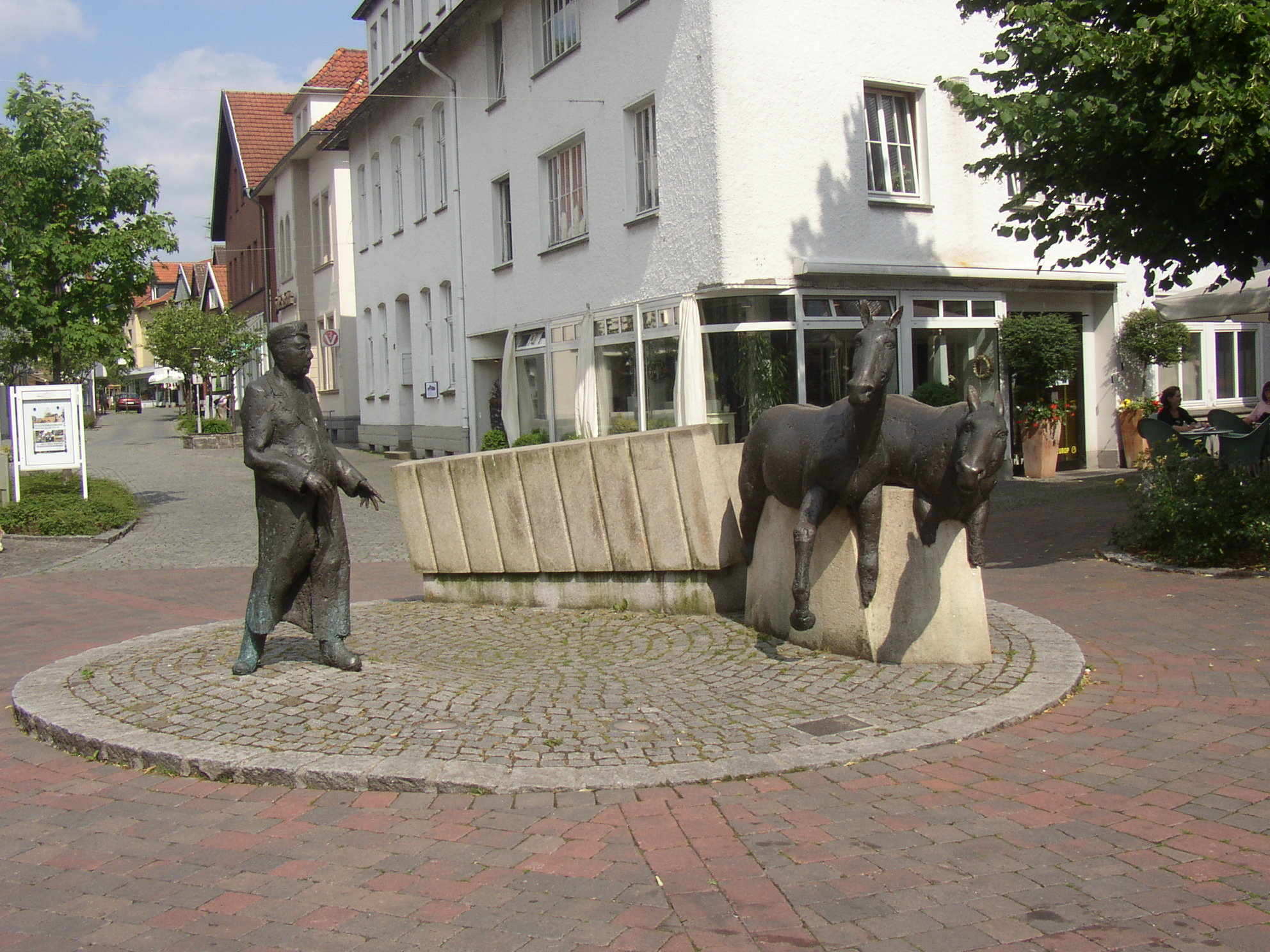
Monument Haller Willem